# Antonio Caio da Silva Souza
Antonio Caio da Silva Souza, mais conhecido como Caio, (Nova Odessa, 10 de novembro de 1980), é um ex-futebolista brasileiro que atuava como meio-campista.

## Carreira

### Rio Branco-SP e Paraná
Caio começou no Rio Branco-SP, mas foi no Paraná onde ele se destacou. 

### Shiono Dragons e Flamengo
Depois de Rio Branco-SP e Paraná, ainda jogou no Shiono Dragons, da Coreia do Sul e no Flamengo, no qual teve boas atuações. 

### Coritiba e Al-Ahli
No Coritiba ele passou a ser conhecido como artilheiro, por marcar oito gols pelo Coxa Branca, feito repetido no Al-Ahli, da Arábia Saudita, só que dessa vez foram doze gols marcados pelo clube árabe.

### Bahia
Foi contratado pelo Bahia na metade da Série B de 2008, e na sua estreia, fez um gol. 

### Avaí
No ano de 2009, transferiu-se para o Avaí, time pelo qual teve boas atuações, mesmo não sendo o titular do time. Caio ajudou o clube a terminar o ano com o título do Campeonato Catarinense, conquistando assim a vaga para a Copa do Brasil de 2010, e o sexto lugar no Campeonato Brasileiro, levando uma das vagas para a Copa Sul-Americana de 2010. Devido às boas atuações e à intenção do Avaí de ter uma base forte para a temporada de 2010, Caio renovou seu contrato com o clube até o final do ano.
Durante sua estada em Florianópolis e estando passando por uma ótima fase no Avaí, Caio enfrentou um grande drama pessoal. Sua filha mais nova, Larissa, de três anos na época, esteve internada por um longo período, inclusive sendo levada a UTI, devido ao agravamento de uma pneumonia. Mesmo assim, durante este problema, Caio não deixou de honrar seus compromissos com o Avaí se destacando a nível nacional, principalmente no jogo em que o Avaí venceu o Palmeiras de Luiz Felipe Scolari por 4 a 2 com dois gols dele, num jogo válido pelo Campeonato Brasileiro de 2010. Meses depois, Caio seria o grande herói da permanencia do time alvi-celeste na primeira divisão. O Avaí perdia seu jogo por 2 a 0 para o Santos quando Caio marcou 3 golaços e tirou seu time da zona de rebaixamento.

### Cogitação no Cruzeiro e ida ao Al-Khor
Para a temporada de 2011, Caio chegou a ser cogitado para reforçar o Cruzeiro, mas, segundo ele, como não foi valorizado pelo time mineiro, decidiu aceitar a segunda proposta que era a de atuar no Al-Khor, do Qatar.

### Atlético Mineiro
No dia 10 de junho de 2011, foi anunciada sua contratação pelo Atlético Mineiro. O jogador assinou contrato com o clube por 1 ano, com opção de renovação por mais 1 ano. O Atlético Mineiro adquiriu 50% do passe de Caio.

### Ponte Preta
Sem repetir o bom futebol dos tempos de Avaí, Caio foi emprestado para a Ponte Preta até o final de 2011. Ao final da temporada, seu contrato foi estendido.

### Goiás
Para a segunda metade de 2012, Caio foi contratado pelo Goiás para a disputa da Série B do Campeonato Brasileiro. Ao final da competição, o Goiás sagrou-se o campeão e conquistou o acesso à Série A de 2012.

### Bragantino
Após permanecer por dois anos no Goiás, em 2014 Caio saiu do clube a assinou com o Bragantino.

### Brasiliense
Após boa passagem no Bragantino, Caio acertou sua ida ao Brasiliense.

## Estatísticas
Última atualização: 20 de março de 2016.
| Clube       | Ano     | Jogos | Gols |
| ----------- | ------- | ----- | ---- |
| Parana      | 2003    | 43    | 6    |
| Coritiba    | 2005/06 | 32    | 13   |
| Al-Ahli     | 2007/08 | 12    | 12   |
| Bahia       | 2008    | 10    | 6    |
| Avai        | 2009/10 | 96    | 20   |
| Ponte Preta | 2011/12 | 26    | 2    |
| Goiás       | 2013    | 13    | 0    |
| Bragantino  | 2014    | 10    | 0    |
| Bragantino  | 2015    | 14    | 0    |
| Brasiliense | 2016    | 8     | 6    |

## Títulos
Avaí
- Campeonato Catarinense: 2009 e 2010

Al-Ahli
- Copa da Coroa do Príncipe Árabe: 2007
- Copa da Federação Saudita: 2007

Goiás
- Campeonato Brasileiro - Série B: 2012
- Campeonato Goiano: 2013